# Talk You Down
«Talk You Down» es una canción por la banda The Script lanzado como sencillo de su álbum homónimo The Script y fue lanzado el 16 de marzo de 2009.
Llegó al número 47 en UK Singles Chart, en marzo de 2009.

## Listado de canciones

### CD Sencillo
- "Talk You Down" (Radio Edit)

### Descarga digital en iTunes
- "Talk You Down"
- "Talk You Down" (video)

## Posiciones
| Lista (2009)          | Posición |
| --------------------- | -------- |
| Irish Singles Chart   | 19       |
| Japan Hot 100 Singles | 75       |
| UK Singles Chart      | 47       |